# Breakcore
Ne doit pas être confondu avec Breakbeat hardcore.
Sous-genres
Lolicore, raggacore, crossbreed
Genres dérivés
Noisecore
Le breakcore est un genre de techno hardcore, ayant émergé au milieu des années 1990, caractérisé par l'utilisation de kicks distordus, de breaks, et d'une large palette d'échantillons, joués à un tempo accéléré. Il est dérivé et apparenté aux genres techno hardcore, drum and bass, digital hardcore, musique bruitiste, et musique industrielle. Le magazine Vice compare l'agressivité du breakcore à celle d'autres genres musicaux utilisés lors d'interrogatoires au Camp de Guantánamo ; il met particulièrement en avant Venetian Snares comme l'un des pionniers du genre. Le genre trouve son origine dans le darkcore.

## Histoire
Les premiers éléments sonores du breakcore peuvent être retracés durant l'émergence de la techno hardcore, ou hardcore, aux Pays-Bas puis en Europe. Le breakcore devient un genre musical à part qui s'inspire de labels tels que Addict à Milwaukee aux États-Unis ; Peace Off à Rennes, en France ; Sonic Belligeranza à Bologne, en Italie ; et Planet Mu à Londres, auquel des éléments orientés mashup et IDM sont ajoutés aux sons hardcore. Dans l'ouvrage intitulé Notes on Breakcore, Society Suckers explique que l'émergence du breakcore s'est déroulée au milieu des années 1990 dans la scène acid techno, en réponse à l'accroissement néonazie dans la scène early hardcore. 
D'après Simon Reynolds rédacteur et critique musical au journal The New York Times, le breakcore, « joué par des musiciens tels que DJ /rupture et Teamshadetek, mélange lignes de basses grondantes, kicks agités et chants ragga granuleux pour créer un substitut de l'ambiance sonore jamaïcaine... » En Europe, le genre breakcore se solidifie grâce aux raves et aux soirées comme Breakcore Gives Me Wood en Belgique , dans lequel des musiciens comme UndaCova, Sickboy et Droon jouaient ; Breakcore A Go Go, aux Pays-Bas, dirigé par FFF et Bong-Ra ; et Anticartel, à Rennes, le royaume de PeaceOff, Wasted à Berlin, et Bangface à Londres.
Au fil des années, le genre breakcore évolue. Nombre de nouveaux musiciens (comme Mochipet, etc.) se concentrent sur des progressions mélodiques et des lignes de percussions plus complexes, tandis que d'autres se concentrent sur des breakbeats distordus orientés hardcore et s'inspirent de genres musicaux sombres (de type heavy metal, et industriel). Les musiciens Venetian Snares et Igorrr, eux, peuvent mélanger le breakcore à d'autres styles musicaux comme la musique classique,. D'autres encore, comme Shitmat, Sickboy, DJ Scotch Egg, et Drop the Lime prennent une direction musicale différente en mélangeant sonorités mash-up, happy hardcore, et rave pour un son plus sobre et décadent.

## Influences
À Londres, DJ Scud cofonde le label discographique Ambush Records avec son ami et producteur Aphasic afin de se concentrer sur un genre drum and bass hardcore orienté extrême bruitiste. Certains musiciens à avoir signé au label incluent Christoph Fringeli, Slepcy, The Panacea, et Noize Creator. « Les musiques de Scud et Nomex comme 'Total Destruction' ont aidé au développement du son breakcore, un mash-up accéléré de breaks hyperkinétiques, post-jungle, bruitistes, avec des éléments jamaïcains... »
À la même période, Bloody Fist Records, un label basé à Newcastle, en Australie, ont fait paraître nombre de musiques orientées hardcore/gabber, musique industrielle et musique bruitiste. Les musiciens à avoir signé au label incluent Syndicate, Xylocaine, Epsilon et Nasenbluten. Le fondateur du label, Mark Newlands explique, concernant les musiques violentes dont le breakcore, en 1997, « je pense que cette gêne vient également d'une réaction du public et de la culture populaire qui nous lavent le cerveau avec la télévision, la radio et tout. Je crois que ça maintient la flamme et aide garder l'agressivité et la gêne occasionnée. » Newlands décrit leurs musiques comme une « mentalité copier-coller ». Dans son ouvrage intitulé Experimental Music, Gail Priest reconnaît le label pour ses contributions au genre breakcore,, et pour avoir stimulé son développement dans les années 1990. Le son estampillé Bloody Fist devient breakcore lorsque ses membres ajoutent au genre musical bruitiste, des éléments « bas de gamme » à un tempo rapide, notamment. Pour citer un exemple, la musique Fuck Anna Wood de Nasenbluten (1996) présente ce style grâce aux dialogues d'une affaire médiatique mélangé à une ligne de kicks early hardcore.
Formé en 1994, Digital Hardcore Recordings fait paraître des musiques de musiciens et groupes comme Alec Empire, Atari Teenage Riot, EC8OR et Bomb20, prônant le son breakcore. Ce label a contribué en majeure partie au développement du digital hardcore, un genre développé en parallèle au breakcore.

## Caractéristiques
Les caractéristiques qui définissent le plus le breakcore sont les lignes de breakbeats, habituellement samplés depuis des musiques de jungle et hip-hop, mélangé à un tempo accéléré. Cette technique diffère, cependant, selon les compositeurs. Mélodiquement, rien ne définit le breakcore. Le magazine Vice décrit le genre comme « le bâtard illégitime et détesté de la jungle, du happy hardcore, de la techno, l'electronica, l'acid house, le ragga, l'electro et le dub... »

## Sous-genres

### Lolicore
Le lolicore est l'un des premiers sous-genres du breakcore, qui, lui-même, est complètement différent des genres qui lui sont apparentés. La popularité du lolicore est très underground, le genre s'étant développé uniquement chez les adeptes. Musicalement, le lolicore se caractérise par des kicks et des samples de voix loli ultra-hautes et distordues, dont la durée n'excède généralement pas les 2 minutes. Le lolicore possède sa culture, ses caractéristiques musicales, une histoire et des personnages uniques. Le lolicore a pour thème les animes, le lolicon, la culture otaku et la culture d'Internet, le tout mêlé à de la « bizarrerie ». Le lolicore semblerait être un genre développé « pour les gens qui n'ont pas leur place dans la société », qui sont « trop bizarres pour les scènes breakcore et le techno hardcore. »

### Raggacore
Le raggacore est un genre musical, quelque part précurseur mais proche du breakcore, avec des influences de ragga jungle. Ce style se distingue par des parties vocales et des rythmes issus du ragga et du dancehall. Il est aisé de faire remonter les origines du style au producteur de jungle Marc « Remarc » Forrester qui fut l'un des premiers à mixer des chants ragga et dancehall entremêlés avec des rythmes rompus, saccadés et chaotiques (breakbeat). Bong-Ra est également l'un des pionniers de ce genre. Cependant, bien que peu de producteurs se concentrent sur ce style et qu'il n'existe aucune scène musicale raggacore notoire, il garde une place importante au sein de la scène breakcore.

### Crossbreed
Le crossbreed est un sous-genre de la techno hardcore avec de grandes influences breakcore. Le tempo est souvent modéré autour de 175 BPM. Il s'agit de l'hybridation de la techno hardcore avec des sous-genres de la drum and bass plus sombres, tels que la darkstep ou la neurofunk. le style doit son nom au label Genosha 175 du groupe The Outside Agency). Le premier morceau du genre s'intitule Dead by Silence - There is No More Room in Hell.